# 리즈 페어
리즈 페어(Liz Phair, 1967년 4월 17일 ~ )는 미국의 싱어송라이터이다.